# كيوستينديل
كيوستينديل (بالبلغارية: Кюстендил)‏ هي مدينة تقع في أقصى غرب بلغاريا، وعاصمة مقاطعة كيوستينديل. وتَقع المدينة في الجزء الجنوبي من وادي كيوستينديل، قرب الحدود مع صربيا ومقدونيا؛ على بُعد 90 كم جنوب غرب العاصمة صوفيا، و 130 كم شمال شرق سكوبيه عاصمة مقدونيا، و243 كم شمال مدينة سيلانيك.
يَبلُغ عدد سكان بلغاريا 44,532 نسمة، وأغلبية السُكان من البلغار وأقلية من الغجر.

## المناخ
يظهر الجدول التالي التغييرات المناخية على مدار السنة لكيوستينديل:
| البيانات المناخية لـكيوستينديل     | البيانات المناخية لـكيوستينديل | البيانات المناخية لـكيوستينديل | البيانات المناخية لـكيوستينديل | البيانات المناخية لـكيوستينديل | البيانات المناخية لـكيوستينديل | البيانات المناخية لـكيوستينديل | البيانات المناخية لـكيوستينديل | البيانات المناخية لـكيوستينديل | البيانات المناخية لـكيوستينديل | البيانات المناخية لـكيوستينديل | البيانات المناخية لـكيوستينديل | البيانات المناخية لـكيوستينديل | البيانات المناخية لـكيوستينديل |
| الشهر                              | يناير                          | فبراير                         | مارس                           | أبريل                          | مايو                           | يونيو                          | يوليو                          | أغسطس                          | سبتمبر                         | أكتوبر                         | نوفمبر                         | ديسمبر                         | المعدل السنوي                  |
| ---------------------------------- | ------------------------------ | ------------------------------ | ------------------------------ | ------------------------------ | ------------------------------ | ------------------------------ | ------------------------------ | ------------------------------ | ------------------------------ | ------------------------------ | ------------------------------ | ------------------------------ | ------------------------------ |
| متوسط درجة الحرارة الكبرى °م (°ف)  | 5.8 (42.4)                     | 8.5 (47.3)                     | 13.5 (56.3)                    | 19.6 (67.3)                    | 24.0 (75.2)                    | 28.1 (82.6)                    | 31.8 (89.2)                    | 31.5 (88.7)                    | 26.2 (79.2)                    | 20.1 (68.2)                    | 13.5 (56.3)                    | 7.1 (44.8)                     | 19.2 (66.6)                    |
| المتوسط اليومي °م (°ف)             | 1.0 (33.8)                     | 2.0 (35.6)                     | 7.5 (45.5)                     | 12.7 (54.9)                    | 17.6 (63.7)                    | 21.2 (70.2)                    | 24.0 (75.2)                    | 23.5 (74.3)                    | 19.0 (66.2)                    | 13.4 (56.1)                    | 7.8 (46.0)                     | 2.0 (35.6)                     | 13.0 (55.4)                    |
| متوسط درجة الحرارة الصغرى °م (°ف)  | −3.7 (25.3)                    | −2.9 (26.8)                    | 2.5 (36.5)                     | 7.0 (44.6)                     | 10.5 (50.9)                    | 14.1 (57.4)                    | 15.8 (60.4)                    | 15.5 (59.9)                    | 12.1 (53.8)                    | 7.5 (45.5)                     | 2.8 (37.0)                     | −1.8 (28.8)                    | 7.0 (44.6)                     |
| الهطول مم (إنش)                    | 48 (1.9)                       | 45 (1.8)                       | 42 (1.7)                       | 52 (2.0)                       | 68 (2.7)                       | 65 (2.6)                       | 54 (2.1)                       | 36 (1.4)                       | 38 (1.5)                       | 59 (2.3)                       | 62 (2.4)                       | 55 (2.2)                       | 624 (24.6)                     |
| متوسط أيام هطول الأمطار (≥ 0.1 mm) | 10                             | 9                              | 8                              | 8                              | 9                              | 8                              | 4                              | 4                              | 6                              | 7                              | 8                              | 11                             | 92                             |
| متوسط الأيام المثلجة (≥ 0.1 cm)    | 8                              | 6                              | 3                              | 0                              | 0                              | 0                              | 0                              | 0                              | 0                              | 0                              | 1                              | 3                              | 21                             |
| ساعات سطوع الشمس الشهرية           | 85                             | 117                            | 168                            | 214                            | 261                            | 314                            | 323                            | 312                            | 223                            | 151                            | 106                            | 75                             | 2٬349                          |
| المصدر: Stringmeteo.com            |                                |                                |                                |                                |                                |                                |                                |                                |                                |                                |                                |                                |                                |

## توأمة
لكيوستينديل اتفاقيات توأمة مع كل من:
- ليسكوفاتس
- كلينتسي

## أعلام
- إيليان ستويانوف
- أوليغ ديميتروف
- تيودور أوشيف
- دراغان بروكيبييف
- ألكسندر كوستادينوف